# Saint-Amand-sur-Fion
Saint-Amand-sur-Fion is een gemeente in het Franse departement Marne (regio Grand Est). De plaats maakt deel uit van het arrondissement Vitry-le-François. Saint-Amand-sur-Fion telde op 1 januari 2022 1.018 inwoners.

## Geografie
De oppervlakte van Saint-Amand-sur-Fion bedroeg op 1 januari 2022 28,4 vierkante kilometer; de bevolkingsdichtheid was toen 35,8 inwoners per km².

## Demografie
Onderstaande figuur toont het verloop van het inwonertal (bron: INSEE-tellingen).